# Granizo
Granizo és una pel·lícula de comèdia argentina dirigida per Marcos Carnevale. Narra la història d'un meteoròleg estrella de la televisió que es converteix en el màxim enemic públic quan falla en no prevenir una tempesta de calamarsa. És protagonitzada per Guillermo Francella, Peto Menahem, Romina Fernandes, Martín Seefeld, Nicolás Scarpino i Laurita Fernández. La pel·lícula es va estrenar el 30 de març de 2022 a Netflix.

## Sinopsi
Miguel Flores és un meteoròleg amb una carrera infal·lible, però un dia falla en la predicció del pronòstic quan no pot advertir sobre l'arribada d'una tempesta de calamarsa, la qual cosa li causa diversos problemes com l'enuig de l'audiència que el converteix en un enemic públic i ell decideix escapar a la seva ciutat natal, Córdoba, a casa de la seva filla, on es retrobarà amb el seu passat i es descobrirà a si mateix en el procés.

## Repartiment
- Guillermo Francella com Miguel Flores
- Peto Menahem com Luis
- Romina Fernandes com Carla Flores
- Martín Seefeld com Gustavo
- Nicolás Scarpino com Maxi
- Laurita Fernández com Mery Oliva
- Eugenia Guerty com Marisa
- Viviana Saccone com Jimena
- Horacio Fernández com Bernardo
- Norman Briski com José
- Pompeyo Audivert com Alfonso
- Matías Santoianni com Aldo
- Carla Pandolfi com Sandra
- Mayra Homar com Elvira
- Diego Hodara com Marcelo
- Graciela Pal com Mabel
- Daniel Toppino com Domingo
- Juan Tupac Soler com Agent d’assegurances

### Cameos
- Verónica Lozano
- Los Palmeras
- Antonio Laje
- María Belén Ludueña
- Luis Novaresio
- Marcelo Polino
- Florencia Peña
- Andy Kusnetzoff
- María O'Donnell

## Producció
Al febrer del 2021, es va informar que Netflix havia confirmat el desenvolupament d'una pel·lícula argentina titulada Granizo, la qual seria dirigida per Marcos Carnevale i protagonitzada per Guillermo Francella, qui interpretaria a un meteoròleg que falla a la seva audiència en no poder predir una catàstrofe natural. Així mateix, es va anunciar que la resta de l'elenc estaria integrat per Romina Fernandes, Peto Menahem, Martín Seefeld, Laurita Fernández, Nicolás Scarpino, Viviana Saccone, Pompeyo Audivert i Eugenia Guerty. Mentre que la producció estaria sota la responsabilitat de Kuarzo Entertainment Argentina i Leyenda Films en associació amb Infinity Hill, i que el guió va ser escrit per Nicolás Giacobone i Fernando Balmayor.
La pel·lícula va començar el seu rodatge en els primers mesos del 2021 i va finalitzar al juliol del mateix any, tenint com locaciones la ciutat de Buenos Aires i Córdoba. Al febrer del 2022, es va comunicar que la cinta s'estrenaria el 30 de març.

## Premis i nominacions
| Llista de premis i nominacions | Llista de premis i nominacions | Llista de premis i nominacions            | Llista de premis i nominacions | Llista de premis i nominacions | Llista de premis i nominacions |
| Any                            | Organització                   | Categoria                                 | Nominat/a(s)                   | Resultat                       | Ref(s)                         |
| ------------------------------ | ------------------------------ | ----------------------------------------- | ------------------------------ | ------------------------------ | ------------------------------ |
| 2022                           | Produ Awards                   | Millor Pel·lícula Estrenada en Plataforma | Granizo                        | Nominat                        | [ 8 ]                          |